# Eliseina, Vrața
Eliseina (în bulgară Елисейна) este un sat în comuna Mezdra, regiunea Vrața,  Bulgaria. 

## Demografie
Componența etnică a satului Eliseina
     Romi (28,99%)
     Bulgari (69,77%)
     Nicio identificare (0,49%)
     Altele (0,73%)
La recensământul din 2011, populația satului Eliseina era de 407 locuitori. Din punct de vedere etnic, majoritatea locuitorilor (69,77%) erau bulgari, cu o minoritate de romi (28,99%). Pentru 0,49% din locuitori nu este cunoscută apartenența etnică.